# River Piddle
Der River Piddle (auch Trent genannt) ist ein Fluss in Dorset, England. Der Fluss entsteht bei Alton Pancras, dessen angelsächsischer Name Awultune ‚Ort an der Quelle des Flusses‘ (River Piddle) bedeutet. Der Piddle fließt in südlicher bzw. südöstlicher Richtung und folgt dabei im wesentlich dem etwas weiter südlich gelegenen River Frome, in dessen Mündungstrichter er östlich von Wareham im Wareham Channel von Poole Harbour mündet. Der River Piddle gehört damit zu den Flüssen, deren Auswaschung zur Bildung des Poole Harbour beigetragen haben.
Der River Piddle berührt eine Reihe kleiner Gemeinden. Die Namen der Orte Puddletown, Tolpuddle, Piddlehinton, Piddletrenthide, Affpuddle, Briantspuddle, Turnerspuddle stehen alle in Verbindung mit dem Fluss, dessen Name teilweise zu ‚puddle‘ umgeformt wurde.